# Enrique Miguel Martín
Enrique Miguel Martín (Ciudad Rodrigo, 26 giugno 1950 – 26 dicembre 2021) è stato un calciatore spagnolo di ruolo centrocampista.

## Carriera
Giocò per tutta la sua carriera con l'UD Salamanca.